# Finn Russell
Finn Alastair Russell (23. září 1992, Bridge of Allan) je skotský ragbista hrající na pozici útokové spojky. Hraje za anglický klub Bath.
V roce 2015 se stal vítězem soutěže PRO12 jako hráč Glasgow Warriors. V sezóně 2024/25 se stal vítězem Premiership Rugby se svým současným týmem a v celé soutěži nasbíral nejvíce bodů (156). 
Zúčastnil se MS 2015, MS 2019 a MS 2023. Na Six Nations 2024 byl spolukapitánem Skotska společně s Rorym Dargem. Byl součástí Britských a Irských lvů v letech 2017, 2021 a 2025. V roce 2023 byl nejlépe placeným ragbistou světa.
Russell je ženatý se sedmibojařkou Emmou Canningovou a mají spolu dvě dcery. Tři roky se živil jako kameník, než začal být profesionálním hráčem.